# Bioc
Bioc (izvirno srbsko Биоц) je naselje v Srbiji, ki upravno spada pod Občino Sjenica; slednja pa je del Zlatiborskega upravnega okraja.

## Demografija
V naselju, katerega izvirno (srbsko-cirilično) ime je Биоц, živi 50 polnoletnih prebivalcev, pri čemer je njihova povprečna starost 39,5 let (41,7 pri moških in 37,1 pri ženskah). Naselje ima 19 gospodinjstev, pri čemer je povprečno število članov na gospodinjstvo 3,89.
To naselje je, glede na rezultate popisa iz leta 2002, večinoma naseljeno z bošnjaki, a v času zadnjih treh popisov je opazno zmanjšanje števila prebivalcev.
|  |

| Demografija | Demografija     | Demografija     |
| Leto        | Št. prebivalcev | Št. prebivalcev |
| ----------- | --------------- | --------------- |
|             |                 |                 |
|             |                 |                 |
|             |                 |                 |
|             |                 |                 |
| 1948        | 142             |                 |
| 1953        | 149             |                 |
| 1961        | 181             |                 |
| 1971        | 310             |                 |
| 1981        | 197             |                 |
| 1991        | 165             | 163             |
| 2002        | 87              | 74              |
|             |                 |                 |

| Etnična sestava po popisu iz leta 2002 | Etnična sestava po popisu iz leta 2002 | Etnična sestava po popisu iz leta 2002 | Etnična sestava po popisu iz leta 2002 | Etnična sestava po popisu iz leta 2002 |
| -------------------------------------- | -------------------------------------- | -------------------------------------- | -------------------------------------- | -------------------------------------- |
| Bošnjaki                               | Bošnjaki                               |                                        | 73                                     | 98,64%                                 |
| Srbi                                   | Srbi                                   |                                        | 1                                      | 1,35%                                  |
| Neznano                                | Neznano                                |                                        | 0                                      | 0,0%                                   |